# Nikolas Maes
Pour les articles homonymes, voir Maes.

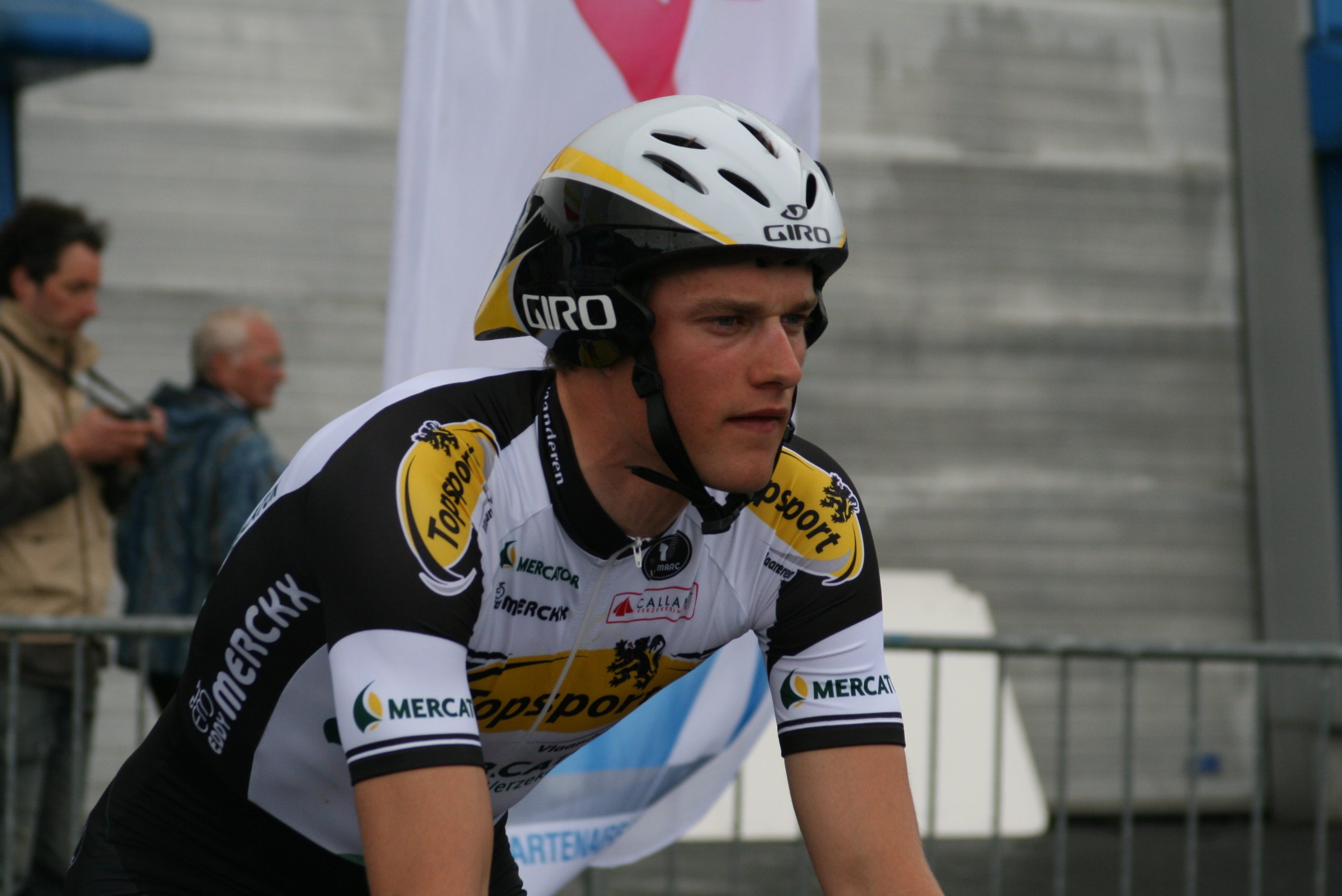
Lors des Quatre Jours de Dunkerque 2010

Nikolas Maes, né le 9 avril 1986 à Courtrai, est un coureur cycliste belge. Professionnel entre 2007 et 2020, il a été membre des équipes Lotto-Soudal, Etixx-Quick Step ou encore Topsport Vlaanderen-Mercator.

## Biographie

### Enfance et carrière amateur
Durant son enfance, Nikolas Maes pratique la course à pied, le basket-ball, le judo. À l'âge de 12 ans, il choisit le cyclisme et s'inscrit à Courtrai au club de Kortrijk Groeninge Spurters. En 2002, il est champion de Belgique du contre-la-montre dans la catégorie débutants.
En 2003, en catégorie juniors, il monte trois fois sur le podium lors des championnats de Belgique sur piste, lors des épreuves du kilomètre, de poursuite et de vitesse. En 2004, il court pour l'équipe Avia. Il remporte avec elle l'étape contre-la-montre de la Route de l'Avenir, course par étape du calendrier international junior, et se classe troisième du Tour des Flandres juniors et du championnat de Belgique du contre-la-montre de cette catégorie, remporté par son coéquipier de Avia Team, Ben Hermans. Il participe aux championnats du monde sur route à Vérone, en Italie, et y prend la 24e place de la course en ligne juniors.
En 2005, il passe en catégorie espoirs (moins de 23 ans) et rejoint l'équipe Beveren 2000. Il s'entraîne sous les consignes de Geert Tiebergijn, alors soigneur de l'équipe professionnelle Discovery Channel. Il remporte cette année-là le Grand Prix Joseph Bruyère, manche de la Topcompétition, et est troisième d'étapes du Triptyque ardennais et du Tour de Namur. En 2006, les bons résultats réguliers de Nikolas Maes lui permettent de terminer la saison à la deuxième place de la Topcompétition, derrière Geert Steurs et devant Greg Van Avermaet, après en avoir été leader. Parmi les courses de ce calendrier, il remporte le Circuit de Wallonie, en battant Steurs au sprint, et se classe deuxième de Hasselt-Spa-Hasselt, troisième de la Course des chats entre Deinze et Ypres, 7e de Zellik-Galmaarden. Durant cette saison, il remporte également le championnat provincial de Flandre-Occidentale, et prend la 6e place de Bruxelles-Opwijk, la 8e place du Tour des Flandres espoirs. Ses résultats lui valent des sélections en équipe de Belgique des moins de 23 ans. Il participe ainsi aux championnats d'Europe, où il est 29e de la course en ligne, et aux championnats du monde à Salzbourg en Autriche, où il est 30e. En août, il est engagé comme stagiaire par l'équipe Chocolade Jacques-Topsport Vlaanderen. Avec elle, parmi les professionnels, il est 3e de la Course des raisins à Overijse et 8e du Tour de Bochum.

### Carrière professionnelle
Nikolas Maes commence sa carrière professionnelle en 2007, dans l'équipe Chocolade Jacques-Topsport Vlaanderen, qui prend le nom de Topsport Vlaanderen l'année suivante. Durant sa première année, il est notamment troisième de la Course des raisins, sixième de la Flèche flamande, neuvième du Tour du Groene Hart, deux fois sixième d'étapes du Tour de Wallonie. Avec l'équipe de Belgique des moins de 23 ans, il participe au Tour de l'Avenir, durant lequel il est trois fois parmi les dix premiers d'étapes, et aux championnats du monde à Stuttgart en Allemagne, où il est 19e de la course en ligne espoirs. En 2008, il subit une double opération à l'estomac. Il reprend l'entraînement en avril, et la compétition en juillet. Il participe au Tour du Danemark, où il prend la neuvième place d'une étape, puis se classe 12e du Tour du Limousin, 9e du Tour d'Irlande, 16e du Grand Prix d'Isbergues. À nouveau sélectionné pour les championnats du monde espoirs, il prend la 14e place de la course en ligne. En 2009, Nikolas Maes se classe notamment sixième du championnat de Belgique sur route, et obtient sa première victoire professionnelle en gagnant au sprint une étape du Tour de Burgos.
En 2010, il est recruté par l'équipe ProTour Quick Step. Il participe au Tour d'Espagne.
Maes est sélectionné pour la course en ligne des championnats du monde de Richmond. Les chefs de file belges sont Tom Boonen, Philippe Gilbert et Greg Van Avermaet.
Au mois d'août 2016, il quitte l'équipe Etixx-Quick Step et rejoint la formation Lotto-Soudal.
En 2017 il est sélectionné pour participer aux championnats d'Europe de cyclisme sur route.
Son contrat avec la formation Lotto-Soudal n'étant pas renouvelé à l'issue de la saison 2020, il décide alors de prendre sa retraite.

## Vie privée
Nikolas Maes est marié à Katrijn Hullaert. Le couple a un fils, nommé Médard. En février 2020, leur deuxième fils Maurice, meurt avant sa naissance. Quelques jours plus tard, Remco Evenepoel lui rend hommage après sa victoire d'étape sur le Tour de l'Algarve.

## Palmarès sur route

### Palmarès amateur
| - 2001 - 2e du championnat de Belgique du contre-la-montre débutants - 3e du Circuit Het Volk débutants - 2002 - Champion de Belgique du contre-la-montre débutants - 2003 - 2e de la Ronde des vallées - 2004 - Grand Prix André Noyelle - Classement général de la Ster van Zuid-Limburg - 1re étape de la Route de l'Avenir - 2e de La Bernaudeau Junior - 2e de Remouchamps-Ferrières-Remouchamps - 3e du Tour des Flandres juniors - 3e du championnat de Belgique du contre-la-montre juniors | - 2005 - Grand Prix Joseph Bruyère - 2006 - Champion de Flandre-Occidentale sur route espoirs - Circuit de Wallonie - 2e de Hasselt-Spa-Hasselt - 3e de la Course des raisins - 3e de Gand-Ypres |

### Palmarès professionnel
| - 2007 - 3e de la Course des raisins - 2009 - 3e étape du Tour de Burgos - 2012 - 2eb étape du Tour de l'Ain (contre-la-montre par équipes) - 2013 - Classement général de la World Ports Classic - 7e de la Vattenfall Cyclassics | - 2015 - 2e de la Heistse Pijl - 2018 - 3e de la Ruddervoorde Koerse |

### Résultats sur les grands tours

#### Tour d'Italie
1 participation
- 2012 : 106e

#### Tour d'Espagne
4 participations
- 2010 : 132e
- 2011 : 151e
- 2014 : 111e
- 2015 : 107e

### Classements mondiaux
| Année                                 | 2006 | 2007 | 2008 | 2009 | 2010 | 2011 | 2012 | 2013 | 2014 | 2015 | 2016 | 2017 | 2018 | 2019 | 2020 |
| ------------------------------------- | ---- | ---- | ---- | ---- | ---- | ---- | ---- | ---- | ---- | ---- | ---- | ---- | ---- | ---- | ---- |
| UCI World Tour                        |      |      |      |      |      | 229e | nc   | 131e | 196e | 187e | nc   | 195e | 301e |      |      |
| Classement mondial                    |      |      |      |      |      |      |      |      |      |      | 645e | 577e | 766e | 767e | 835e |
| UCI Europe Tour                       | 264e | 291e | 775e | 346e |      |      |      |      |      |      | 463e | 811e | 588e | 558e | 668e |
|                                       |      |      |      |      |      |      |      |      |      |      |      |      |      |      |      |
| Légende : nc = non classéSource : UCI |      |      |      |      |      |      |      |      |      |      |      |      |      |      |      |

## Palmarès sur piste

### Championnats nationaux
- 2002
  -  Champion de Belgique de poursuite débutants
  -  Champion de Belgique de vitesse débutants
  -  Champion de Belgique du 500 mètres débutants
- 2003
  - 2e du championnat de Belgique de vitesse juniors
  - 2e du championnat de Belgique du kilomètre juniors
  - 3e du championnat de Belgique de poursuite juniors